# Bolszoje Bajkałowo
Bolszoje Bajkałowo (ros. Большое Байкалово) – wieś w Rosji, w rejonie kiczmiengsko-gorodieckim obwodu wołogodzkiego. W 2021 r. liczyła 2 mieszkańców.